# Formação de capital

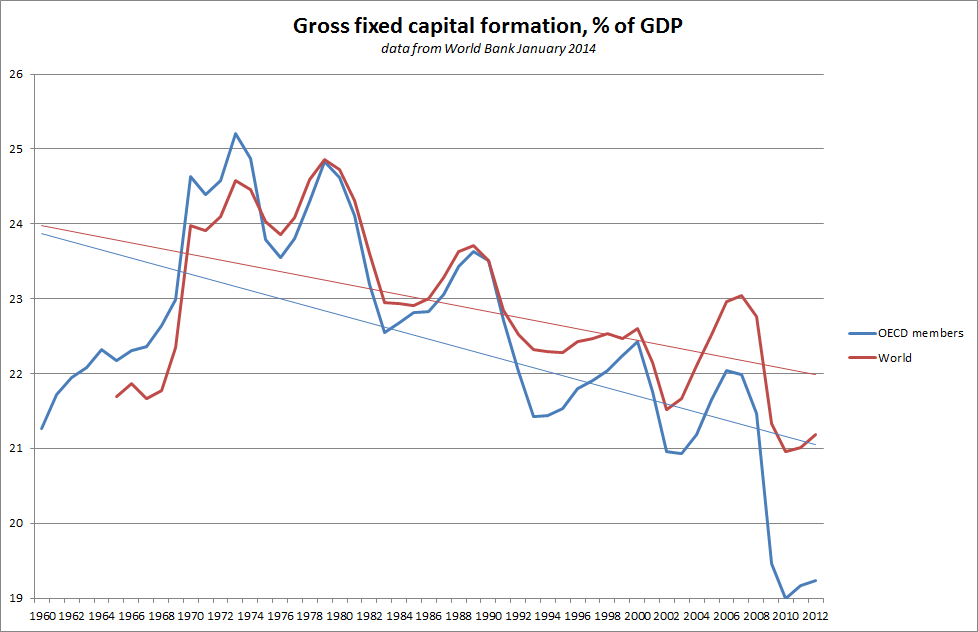
Formação bruta de capital em % do produto interno bruto na economia mundial

A formação de capital é um conceito usado em macroeconomia, contas nacionais e economia financeira. Ocasionalmente, também é usado em contas corporativas. Pode ser definido de três maneiras:
- É um conceito estatístico específico, também conhecido como investimento líquido, utilizado em estatísticas de contas nacionais, econometria e macroeconomia. Nesse sentido, refere-se a uma medida das adições líquidas ao estoque de capital (físico) de um país (ou um setor econômico) em um intervalo contábil, ou, uma medida do valor pelo qual o estoque de capital físico total aumentou durante um período contábil. Para chegar a essa medida, são usados princípios de avaliação padrão.[1]
- É usado também na teoria econômica, como um termo geral moderno para acumulação de capital, referindo-se ao "estoque de capital" total que se formou, ou ao crescimento desse estoque de capital total.[2]
- Em um sentido muito mais amplo ou vago, o termo "formação de capital" tem sido usado em tempos mais recentes na economia financeira para se referir a impulsos de poupança, criação de instituições financeiras, medidas fiscais, empréstimos públicos, desenvolvimento de mercados de capitais, privatização de instituições financeiras, desenvolvimento de mercados secundários. Neste uso, refere-se a qualquer método para aumentar a quantidade de capital possuído ou sob o controle de alguém, ou qualquer método de utilização ou mobilização de recursos de capital para fins de investimento. Assim, o capital poderia ser "formado" no sentido de "ser reunido para fins de investimento" de muitas maneiras diferentes. Esse significado ampliado não está relacionado ao conceito de medição estatística nem ao entendimento clássico do conceito na teoria econômica. Em vez disso, teve origem no crescimento econômico baseado no crédito durante as décadas de 1990 e 2000, que foi acompanhado pelo rápido crescimento do setor financeiro e, consequentemente, pelo uso crescente da terminologia financeira nas discussões econômicas.

## Uso em estatísticas de contas nacionais
Nas contas nacionais (por exemplo, no Sistema das Nações Unidas de Contas Nacionais e no Sistema Europeu de Contas), a formação bruta de capital é o valor total da formação bruta de capital fixo (FBCF), mais as variações líquidas nos estoques, mais as aquisições líquidas menos as alienações de valores para uma unidade ou setor.
"Formação total de capital" na contabilidade nacional é igual ao investimento líquido de capital fixo, mais o aumento no valor dos estoques mantidos, mais os empréstimos (líquidos) a países estrangeiros, durante um período contábil (um ano ou um trimestre). Diz-se que o capital é "formado" quando as poupanças são utilizadas para fins de investimento, frequentemente investimento na produção.
Nos EUA, as medidas estatísticas para a formação de capital foram iniciadas por Simon Kuznets nas décadas de 1930 e 1940, e a partir da década de 1950, o sistema de contabilidade padrão desenvolvido sob os auspícios das Nações Unidas para medir os fluxos de capital foi adotado oficialmente pelos governos da maioria dos países. Organismos internacionais como o Fundo Monetário Internacional (FMI) e o Banco Mundial foram influentes na revisão do sistema.

## Interpretações diferentes
O uso dos termos "formação de capital" e " investimento " pode ser um tanto confuso, em parte porque o próprio conceito de capital pode ser entendido de maneiras diferentes.
- Em primeiro lugar, a formação de capital é frequentemente considerada uma medida do "investimento" total, no sentido da parte do capital efetivamente utilizada para fins de investimento e não mantida como poupança ou consumida. Mas, de fato, nas contas nacionais, o conceito de formação bruta de capital refere-se apenas ao valor contábil das "adições de ativos não financeiros produzidos ao estoque de capital menos as alienações desses ativos". "Investimento" é um conceito mais amplo que inclui o investimento em todos os tipos de ativos de capital, sejam propriedades físicas ou financeiras. Em seu significado estatístico, a formação de capital não inclui ativos financeiros, como ações e títulos.
- Em segundo lugar, a formação de capital pode ser usada como sinônimo da noção de acumulação de capital no sentido de um reinvestimento dos lucros em ativos de capital. Mas "acumulação de capital" normalmente não é um conceito contábil nas contas modernas (embora às vezes seja usado pelo FMI e pela Conferência das Nações Unidas sobre Comércio e Desenvolvimento) e contém a ambiguidade de que um acúmulo de riqueza poderia ocorrer por meio de uma redistribuição de ativos de capital de uma pessoa ou instituição para outra, ou por meio de uma adição líquida ao estoque total de capital existente. No que diz respeito à acumulação de capital, ela pode florescer, de modo que algumas pessoas se tornem mais ricas, embora a sociedade como um todo se torne mais pobre e a formação líquida de capital diminua. Em outras palavras, o ganho pode ser um ganho líquido total ou um ganho às custas da perda de terceiros que cancela (ou mais do que cancela) o ganho no total.
- Em terceiro lugar, a formação bruta de capital é frequentemente usada como sinônimo de formação bruta de capital fixo, mas estritamente falando, isso é um erro porque a formação bruta de capital se refere a mais ganhos de ativos líquidos do que apenas capital fixo (também inclui ganhos líquidos em níveis de estoque e o saldo de fundos emprestados no exterior).

As medidas de formação de capital foram originalmente concebidas para fornecer uma imagem do investimento e do crescimento da "economia real", na qual os bens e serviços são produzidos utilizando ativos de capital tangíveis. As medidas tinham como objetivo identificar mudanças no crescimento da riqueza física ao longo do tempo. No entanto, o crescimento internacional do setor financeiro criou muitas mudanças estruturais na forma como ocorrem os investimentos empresariais e na forma como o financiamento de capital é realmente organizado. Isso não afeta apenas a definição das medidas, mas também a forma como os economistas interpretam a formação de capital. As alterações mais recentes nos padrões das contas nacionais significam que as medidas de capital e muitas outras medidas não são mais totalmente comparáveis com os dados do passado, exceto quando as antigas séries de dados foram revisadas para alinhá-las com os novos conceitos e definições. Estatísticos do governo dos EUA admitiram francamente que "Infelizmente, o setor financeiro é um dos setores mais mal medidos nas contas nacionais". A principal razão é que as contas nacionais foram inicialmente projetadas para capturar mudanças na riqueza física tangível, não na riqueza financeira (na forma de créditos financeiros).

## Formação bruta e líquida de capital
Nas estatísticas e contas econômicas, a formação de capital pode ser avaliada bruta, ou seja, antes da dedução do consumo de capital fixo (ou "depreciação"), ou líquida, ou seja, após a dedução das baixas de "depreciação".
- O método de avaliação bruta vê a "depreciação" como uma parte da nova renda ou riqueza ganha ou criada pela empresa e, portanto, como parte da formação de novo capital pela empresa.
- O método de avaliação líquida vê a "depreciação" como a compensação pelo custo de substituição do equipamento fixo usado ou desgastado, que deve ser deduzido do volume total do investimento para obter uma medida do valor "real" dos investimentos; a baixa de depreciação compensa e cancela a perda no valor do capital de ativos usados devido ao desgaste, obsolescência, etc.

Por causa dos incentivos fiscais do governo e questões de avaliação, a depreciação cobrada pelas empresas raramente é um reflexo verdadeiro da perda de valor de seu estoque de capital. Portanto, os estatísticos frequentemente reavaliam os encargos de depreciação reais de acordo com os dados sobre os valores dos ativos e a vida útil média dos ativos, a fim de obter medidas da verdadeira "depreciação econômica".

## Problemas de medição técnica
A formação de capital é notoriamente difícil de medir estatisticamente, principalmente por causa dos problemas de avaliação envolvidos no estabelecimento de qual é o valor dos ativos de capital. Quando um ativo fixo ou estoque é comprado, pode ser razoavelmente claro qual é o seu valor de mercado, ou seja, o preço de compra. Mas assim que é comprado, seu valor pode mudar, e ele pode mudar mesmo antes de ser colocado em uso. Muitas vezes as coisas se tornam mais complicadas de medir quando um novo ativo fixo é adquirido dentro de algum tipo de contrato de arrendamento. Finalmente, a taxa na qual o valor dos ativos fixos se deprecia afetará a avaliação bruta e líquida do ativo, embora métodos diferentes sejam normalmente usados para avaliar o valor dos ativos e a rapidez com que se depreciam. Os ativos de capital podem, por exemplo, ser avaliados em:
- custo histórico (custo de aquisição)
- custo de reposição atual
- venda atual ou valor de revenda
- valor médio de mercado
- valor do negócio, assumindo um certo rendimento de lucro
- valor para fins fiscais,
- valor para fins de seguro
- valor de paridade do poder de compra
- scrap value.

Na verdade, o proprietário de uma empresa pode nem saber quanto seu negócio "vale" como uma empresa em funcionamento, em termos de seu valor de mercado atual. O "valor contábil" de um estoque de capital pode diferir muito de seu "valor de mercado", e outro valor pode ser aplicado para fins de tributação. O valor dos bens de capital também pode ser exagerado ou subestimado usando várias interpretações legais. Para qualquer empresa significativa, a forma como os ativos são avaliados faz uma grande diferença em seus ganhos e, portanto, a declaração correta dos valores dos ativos é um assunto perpetuamente controverso.
Durante um período contábil, as adições podem ser feitas aos ativos de capital (incluindo aquelas que aumentam desproporcionalmente o valor do capital social) e os ativos de capital também são alienados; ao mesmo tempo, os ativos físicos também incorrem em depreciação ou consumo de capital fixo. Além disso, a inflação de preços pode afetar o valor do estoque de capital.
Nas contas nacionais, existem problemas adicionais:
- As vendas / compras de uma empresa podem ser o investimento de outra empresa. Portanto, para obter uma medida da formação líquida total de capital, é necessário um sistema de compensação e compensação dos fluxos de capital. Sem isso, ocorreria contagem dupla.
- As despesas de capital devem ser distinguidas das despesas intermediárias e outras despesas operacionais, mas os limites às vezes são difíceis de traçar.
- Existe hoje em dia um grande mercado de ativos em segunda mão (usados). Em princípio, as medidas estatísticas da formação bruta de capital fixo devem referir-se às adições líquidas de ativos fixos recém-produzidos, que aumentam o estoque total de capital fixo na economia. Mas se ocorrer um comércio substancial de ativos fixos revendidos de uma empresa ou de um país para outro, pode ser difícil saber qual é realmente a adição líquida real ao estoque de capital fixo de um país. Uma distinção precisa entre ativos "novos" e "usados" torna-se mais difícil de traçar. Como avaliar os ativos usados e sua depreciação de forma consistente torna-se mais problemático.

A tendência geral nas normas contábeis é que os ativos sejam avaliados cada vez mais pelo "valor de mercado atual", mas essa avaliação não é absolutamente clara e incontroversa. Pode ser entendido como o preço do ativo se ele foi vendido em uma data de balanço, ou o custo atual de reposição do ativo, ou o preço médio do tipo de ativo no mercado em uma determinada data, etc.

## Método de inventário perpétuo
Um método frequentemente usado em econometria para estimar o valor do estoque de capital físico de um setor industrial ou de toda a economia é o chamado Perpetual Inventory Method (PIM). Partindo de um valor de estoque de referência para o capital detido e expressando todos os valores em dólares constantes usando um índice de preços, as adições conhecidas ao estoque são adicionadas e as alienações conhecidas, bem como a depreciação, são subtraídas ano a ano (ou trimestre a trimestre). Assim, uma série histórica de dados é obtida para o crescimento do estoque de capital ao longo de um período de tempo. Ao fazê-lo, são feitas suposições sobre a taxa real de inflação de preços, taxas de depreciação realistas, vida útil média de ativos de capital físico e assim por diante. Os valores de estoque do PIM podem ser comparados com várias outras variáveis e tendências econômicas relacionadas e ajustados para obter a avaliação mais precisa e confiável

## Controvérsia
De acordo com um tipo popular de definição macroeconômica nos livros didáticos, formação de capital se refere à "transferência de poupança das famílias e governos para o setor empresarial, resultando em aumento da produção e expansão econômica" (ver Fluxo circular de renda). A ideia aqui é que indivíduos e governos economizem dinheiro e, em seguida, invistam esse dinheiro no setor privado, que produz mais riqueza com ele. Esta definição é, no entanto, imprecisa em dois aspectos:
- Em primeiro lugar, muitas empresas maiores se envolvem no autofinanciamento corporativo, ou seja, financiamento de suas próprias reservas e lucros não distribuídos, ou por meio de empréstimos de (ou emissão de ações compradas por) outras empresas. Em outras palavras, a definição do livro didático ignora que a maior fonte de capital de investimento consiste em instituições financeiras, e não em indivíduos, famílias ou governos. É certo que as instituições financeiras são, "em última instância", na sua maioria propriedade de particulares, mas esses indivíduos têm pouco controlo sobre esta transferência de fundos, nem realizam a transferência eles próprios. Poucos indivíduos podem dizer que são "donos" de uma empresa, da mesma forma que os indivíduos não "possuem" o setor público. James M. Poterba (1987) descobriu que as mudanças na poupança corporativa são apenas parcialmente compensadas (entre 25% e 50%) pelas mudanças na poupança das famílias nos Estados Unidos.[6] Os contadores sociais Richard Ruggles e Nancy D. Ruggles estabeleceram para os EUA que "quase todas as economias financeiras feitas pelas famílias são usadas para pagar a formação de capital da família - particularmente, habitação e bens de consumo duráveis. No resultado líquido, o setor doméstico quase não canaliza economias financeiras para o setor empresarial. Por outro lado, quase toda a formação de capital feita pelas empresas é financiada por meio de poupanças empresariais - particularmente, lucros brutos não distribuídos. "[7]
- Em segundo lugar, a transferência de fundos para empresas pode não resultar em aumento da produção ou expansão econômica de forma alguma; dada a capacidade excedente, uma baixa taxa de retorno e / ou demanda fraca, as empresas não podem de fato investir esses fundos para expandir a produção e, em vez disso, se envolver na especulação de ativos, para obter rendimentos de propriedade que aumentem o retorno para os acionistas.

O próprio conceito de "poupança das famílias" também deve ser analisado de forma crítica, uma vez que grande parte dessa "poupança" na realidade consiste precisamente em investir em habitação, que, dadas as baixas taxas de juros e o aumento dos preços dos imóveis, dá um retorno melhor do que se você manteve seu dinheiro no banco (ou, em alguns casos, se você investiu em ações). Em outras palavras, uma hipoteca de um banco pode funcionar efetivamente como um "esquema de poupança", embora oficialmente não seja considerada como "poupança".

## Exemplo de estimativas de capital
No documento de 2005 Analytical Perspectives, um anexo ao Orçamento dos EUA (Tabela 12-4: Riqueza Nacional, p.201), uma estimativa anual é fornecida para o valor do total de ativos de capital tangíveis dos EUA, que dobrou desde 1980 (expresso em trilhões de dólares, em 30 de setembro de 2003):
Ativos físicos de propriedade pública:
```
 Structures and equipment . . . . . .  $5.6
 Federally owned or financed  . . .    $2.2
 Federally owned  . . . . . . . . . . .$1.0
 Grants to state and local govt . .  . $1.0
 Funded by state and local govt . . .  $3.3
 Other federal assets . . . . . . . .  $1.4
```

Subtotal (1). . . . . . . . . . . . . . . . . . . . . . . . . . . . . . . . . $ 6,9 trilhões
Ativos físicos de propriedade privada:
```
   Reproducible assets . . . . . . . . $28.7
   Residential structures. . . . . . . $12.4
   Nonresidential plant & equipment  . $11.8
   Inventories . . . . . . . . . . . . $1.5
   Consumer durables . . . . . . . . . $3.1
   Land  . . . . . . . . . . . . . . . $10.2
```

Subtotal (2). . . . . . . . . . . . . . . . . . . . . . . . . . . . . . . $ 38,9 trilhões
Capital da educação:
```
  federally financed . . . . . . . . . $1.4
  financed from other sources  . . . . $44.0
```

Subtotal (3). . . . . . . . . . . . . . . . . . ... . . . . . . . . . . . $ 45,4 trilhões
Capital de pesquisa e desenvolvimento:
```
  federally financed R&D  . . . . . . . $1.1
  R&D financed from other sources   . . $1.7
```

Subtotal (4). . . . . . . . . . . . . . . . . . . . . . . . . . ... . . . $ 2,9 trilhões
TOTAL DE ATIVOS. . . . . . . . . . . . . . . . . . . . . . . . . . . . $ 94,1 trilhões
Reivindicações líquidas de estrangeiros nos EUA. . . . . . . . . . . . . . . . . $ 4,2 trilhões
Patrimônio líquido . . . . . . . . . . . . . . . . . . . . . . . . . . . . ... $ 89,9 trilhões
(Nota: esses dados obviamente não incluem ativos financeiros, como estimados pelo McKinsey Quarterly, apenas ativos "tangíveis" em território dos EUA. O valor total dos ativos financeiros negociáveis nos EUA foi estimado em 2007 em cerca de US $ 46 trilhões . Este total obviamente não inclui ativos, depósitos e reservas que não são negociados. A série de dados sobre a riqueza nacional fornecida no anexo do orçamento foi interrompida pelo governo do presidente Barack Obama).